# NGC 5982
NGC 5982 is een elliptisch sterrenstelsel in het sterrenbeeld Draak. Het hemelobject werd op 25 mei 1788 ontdekt door de Duits-Britse astronoom William Herschel.

## Synoniemen
- UGC 9961
- MCG 10-22-29
- ZWG 297.24
- PGC 55674